# Wydrzno
Wydrzno – wieś w Polsce położona w województwie kujawsko-pomorskim, w powiecie grudziądzkim, w gminie Łasin. We wsi znajduje się szkoła podstawowa.

## Podział administracyjny

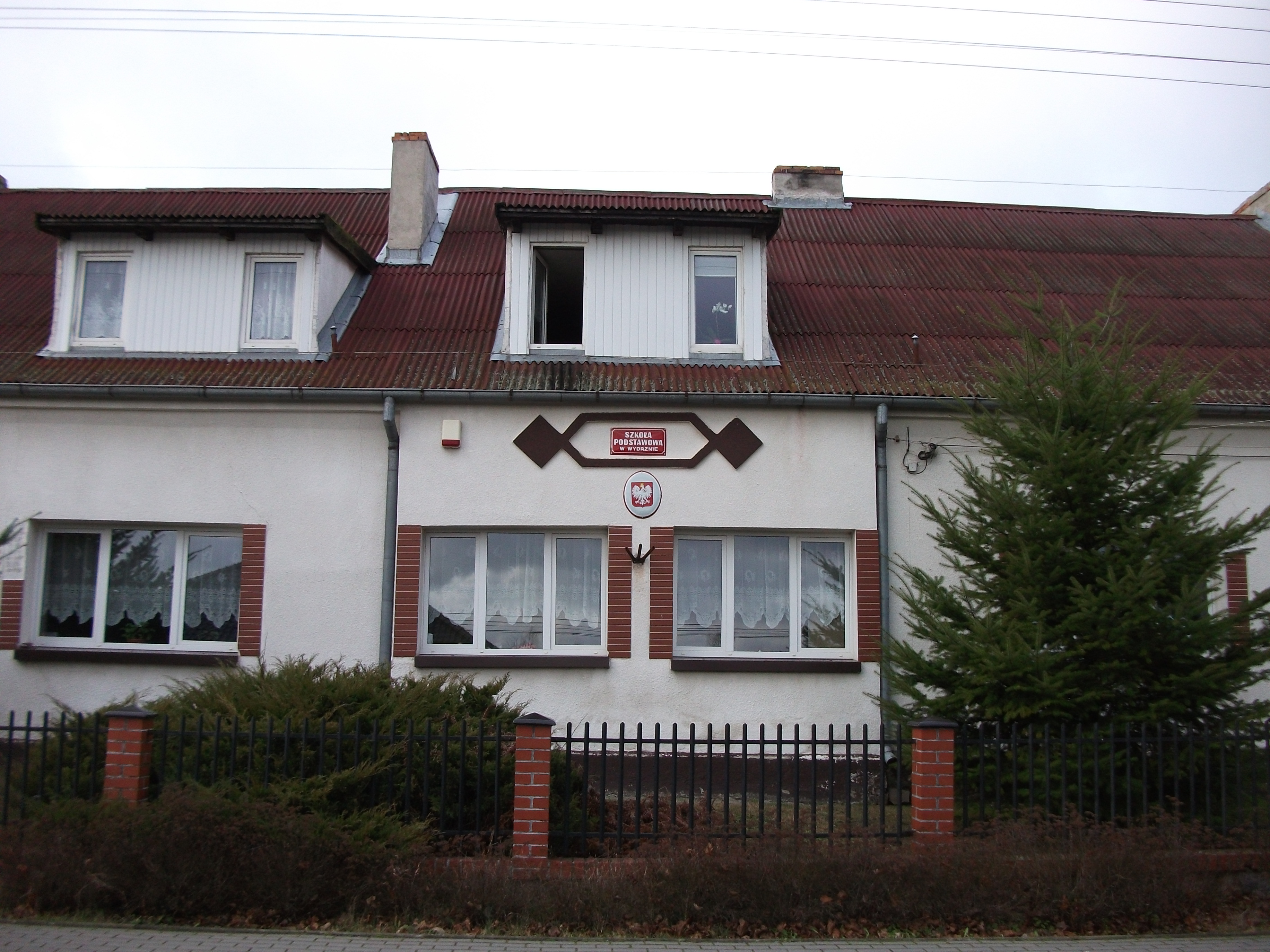
Szkoła Podstawowa w Wydrznie

W latach 1975–1998 miejscowość administracyjnie należała do województwa toruńskiego.

## Demografia
Według Narodowego Spisu Powszechnego (III 2011 r.) wieś liczyła 299 mieszkańców. Jest siódmą co do wielkości miejscowością gminy Łasin.

## Historia
Wymieniana w dokumentach z 1302 r. W 1404 r. Wielki Mistrz Konrad von Jungingen nadaje ją swoim rycerzom zakonnym Michealowi Hofemann, Jakubowi Zimke, Nikolasowi Mathis i innym. Wymieniana w 1414 r. z racji poniesionych szkód wojennych. Po II pokoju toruńskim, od 1466 roku, wieś jest królewszczyzną. W 1511 r. król Zygmunt I Stary zezwala staroście rogoźneńskiemu Łukaszowi de Allen na wykupienie wsi od Jerzego Saka. W 1774 r. majątek należy do generała Franciszka Gruszczyńskiego. Później przejęli go Niemcy.

## Obiekty zabytkowe
We wsi znajduje się dwór klasycystyczny z XIX w., w otoczeniu parku z XIX w. z 4 zabytkowymi (ponad 25 lat) dębami, stanowiącymi pomniki przyrody. W dworze po drugiej wojnie światowej utworzono Dom Dziecka (istnieje do dziś). Park dworski wpisany jest do rejestru zabytków NID pod nr rej. A/56/1 z 15.07.1997.
Ponadto w Wydrznie znajdują się dwa cmentarze ewangelicko-augsburskie (nieczynne).